# بامبوس كريستودولو
بامبوس كريستودولو (باليونانية: Πάμπος Χριστοδούλου)‏ (17 أكتوبر 1967 بقبرص - ) هو مدرب كرة قدم ولاعب كرة قدم قبرصي في مركز الوسط. شارك مع منتخب قبرص لكرة القدم. أما مع النوادي، فقد لعب مع أولمبياكوس نيقوسيا ونادي أيك لارنكا ودوكسا كاتوكوبياس ‏.

## وصلات خارجية
- بامبوس كريستودولو على موقع Soccerway.com (الإنجليزية)